# Sunday Funnies
A Sunday Funnies nevű bélyegívvel az Egyesült Államok Postaszolgálata 2010 júliusában öt kiemelkedően sikeres amerikai képsornak állított emléket. Ezek Kázmér és Huba, Beetle Bailey, Dennis, a komisz, Archie és Garfield. Ethel Kessler tervező választotta ki a bélyegíven szereplő képeket. A bélyegív 2010. július 16-án került forgalomba.